# Vegalta Sendai
El Vegalta Sendai (ベガルタ仙台 Begaruta Sendai?) es un club de fútbol japonés que juega en la J2 League. El club está ubicado en la ciudad de Sendai, en la prefectura de Miyagi.

## Historia

### Primeros años (1988-1998)
Fue fundado en el año 1988 como el equipo de la empresa Tohoku Electric Power SC, y tras progresar en los campeonatos regionales, ingresó en 1995 en la JFL. Ese mismo año inicia una carrera por pasar a ser un equipo profesional: cambia su nombre por el de Brummel Sendai.

### Vegalta Sendai (1999-actualidad)
En 1999 pasa a su denominación actual de Vegalta Sendai. Dicho nombre está basado en las dos estrellas, Vega y Altair. En 1999 debuta como uno de los clubes fundadores de la J2 League.
En sus primeras temporadas Vegalta consiguió mantener una regularidad en el campeonato, y atrajo también el interés de los aficionados. En el año 2001, bajo la dirección de Hidehiko Shimizu, la directiva contrató a jugadores con experiencia en J. League Division 1 pero sin los suficientes minutos para ser titulares, entre los que destacó Nobuyuki Zaizen (ex del CD Logroñés). La combinación de experiencia llevó al equipo a terminar esa temporada en segundo lugar, logrando así ascender a la J. League Division 1.
Vegalta permaneció en primera desde 2002 hasta 2004, cuando descendieron tras una serie de malos resultados y peores tácticas deportivas. Tras perder la categoría hubo una reestructuración, que contó con un soporte económico debido a los ingresos generados por las taquillas y patrocinadores. Sin embargo, no consiguieron ascender a pesar de terminar las temporadas en los primeros puestos. Tras no poder ascender en 2008 a la J. League Division 1 al perder en la promoción frente al Júbilo Iwata, en 2009 logró su objetivo al terminar como campeón de la J. League Division 2.
El la temporada 2012 tuvieron su mejor participación en su historia al quedar subcampeón, clasificado por primera vez para la Liga de Campeones de la AFC.

## Estadio

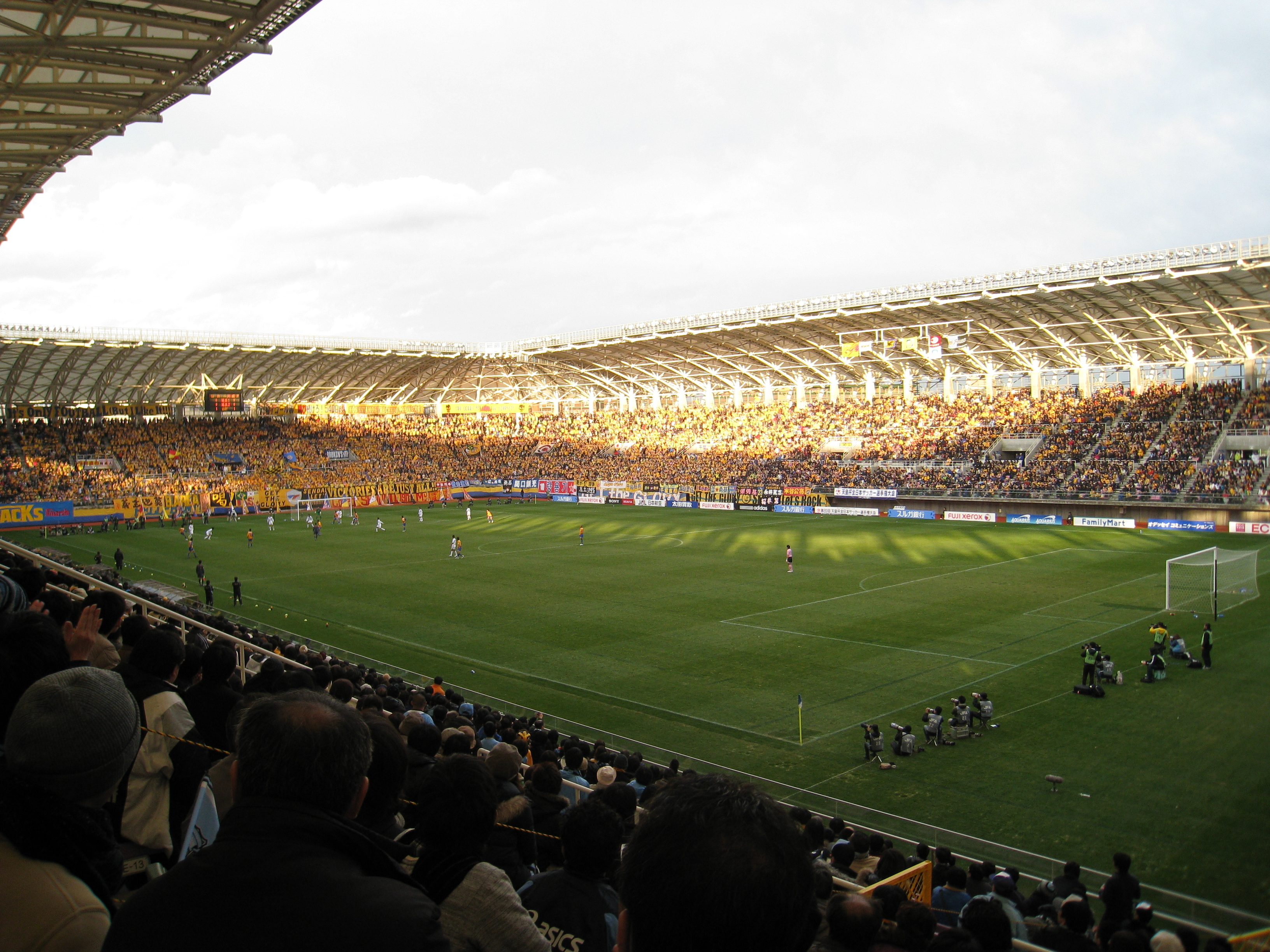
Estadio de Sendai

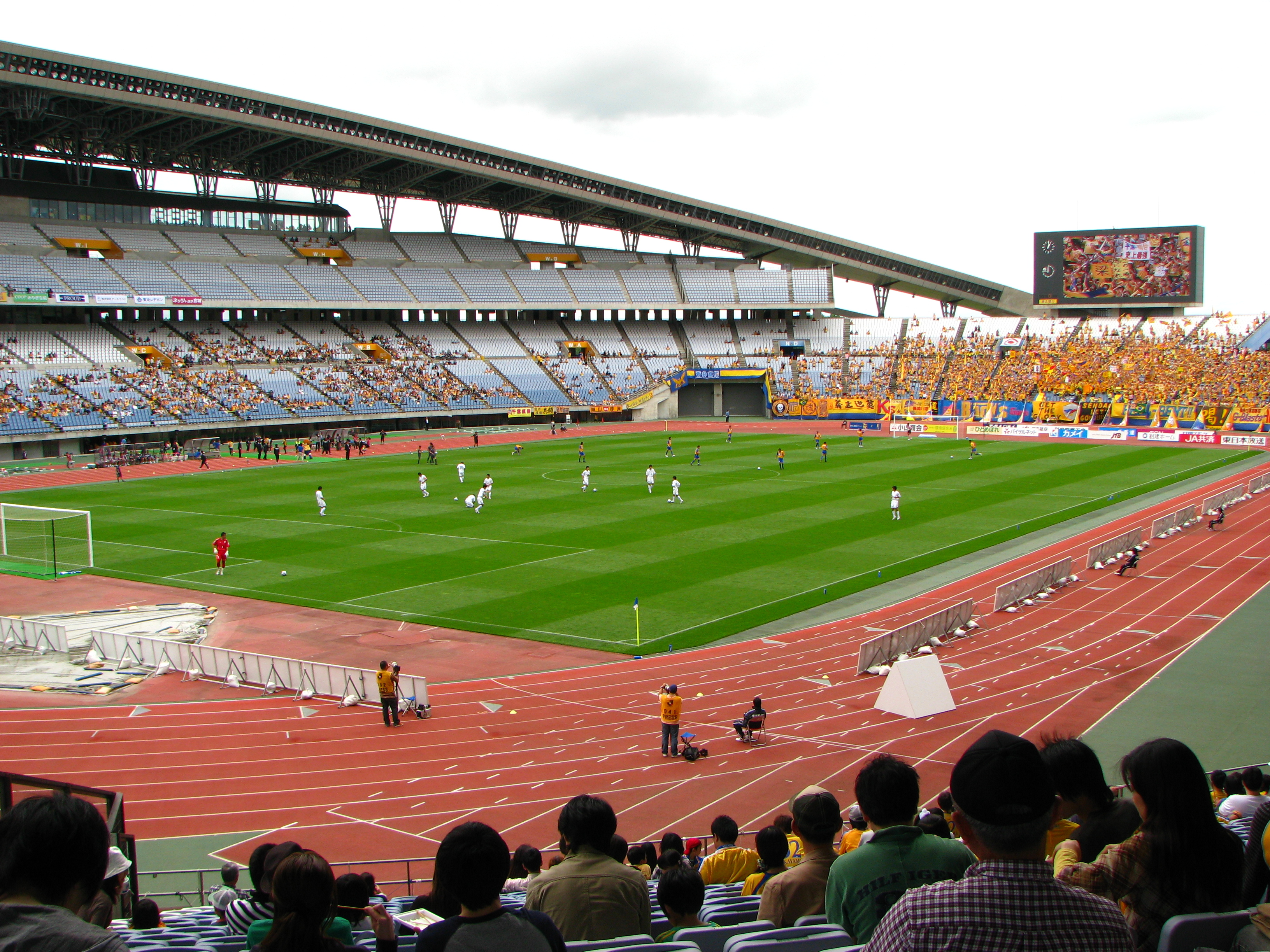
Estadio de Miyagi

Su estadio local es el Estadio Yurtec Sendai, en Izumi-ku, Sendai, aunque también se han jugado algunos partidos en casa en el cercano Estadio de Miyagi.
Estadio de Sendai se encuentra entre los mejores estadios de Japón por su presencia, comodidad y accesibilidad, y una vez ocupó el segundo lugar en una evaluación realizada por un famoso medio de fútbol japonés. También fue utilizado por Azzurri como lugar de campamento durante la Copa Mundial de la FIFA 2002.
Estadio de Miyagi es famoso no solo por la selección japonesa, sino también por albergar partidos de la selección argentina en la Copa Mundial de la FIFA 2002.

## Jugadores

### Jugadores en préstamo
| Prestados |       |     |                    |         |                 |
| -         | JPN ! | DEF | Tetsuya Chinen     | 27 años | RB Omiya Ardija |
| -         | JPN ! | MED | Manato Kudo        | 24 años | Kochi United SC |
| -         | JPN ! | DEL | Ryunosuke Sugawara | 24 años | Tochigi SC      |

### Jugadores destacados
La siguiente lista recoge algunos de los futbolistas más destacados de la entidad.
| Japan - Kenji Fukuda - Shohei Ikeda - Teruo Iwamoto - Shigetatsu Matsunaga - Shigeyoshi Mochizuki - Hajime Moriyasu - Kazuhiro Murakami - Jun Muramatsu - Norio Omura - Katsutomo Oshiba - Hisato Satō - Koya Shimizu - Daijiro Takakuwa - Takahiro Yamada - Yoshiteru Yamashita - Nobuyuki Zaizen - Katsuyuki Saito (1997-2001) - Hiroyuki Tazawa (2000-2001) - Koichiro Morita (2003-2005) - Koya Shimizu (2005-2006) |  | AFC - Ryang Yong-Gi - Cho Byung-Kuk - Kim Eun-Jung - Kim Tae-hyeon - Heo Yong-joon |  | CONMEBOL - Baron - Borges - Éder - Edmar - Elizeu - Ewerton - Fernandinho - Lopes - Marcelo Soares - Marcos - Max - Ricardo - Schwenck - Silvinho - Thiago Neves - Nixon Perea |  | UEFA - Pierre Littbarski - Frank Ordenewitz - Reinhard Stumpf - Goce Sedloski - Slobodan Dubajić - Jozef Gašpar - Peter Binkovski - Ante Šimundža - Jakub Słowik - Alexandre Guedes - Isaac Cuenca |  | CAF - Simão Mate Junior - Emmanuel Oti |

### Jugadores y entrenadores famosos
| - Edmar 1995–1997 - Pierre Littbarski 1996–1997 - Branko Elsner 1997 - Teruo Iwamoto 2001–2003 - Hajime Moriyasu 2002–2003 - Zdenko Verdenik 2003–2004 - Ryang Yong-gi 2004–2019, 2022- - Goce Sedloski 2004 - Joel Santana 2006 - Thiago Neves 2006 - Humberlito Borges 2006 - Makoto Teguramori 2008–2013, 2021 - Atsushi Yanagisawa 2011–2014 - Graham Arnold 2014 - Danny Vukovic 2014 - Michael McGlinchey 2014 - Daniel Schmidt 2014–2019 - Takuma Nishimura 2015–2018, 2020–2021 - Ko Itakura 2018 - Simão Mate Junior 2019–2021 - Isaac Cuenca 2020–2021 |

## Entrenadores
| Nombre            | País      | Periodo            |
| ----------------- | --------- | ------------------ |
| Takekazu Suzuki   | Japón     | 1995               |
| Choei Sato        | Japón     | 1996               |
| Branko Elsner     | Eslovenia | 1997               |
| Miloš Rus         | Eslovenia | Julio de 1997      |
| Toshiya Miura     | Japón     | Noviembre de 1997  |
| Takekazu Suzuki   | Japón     | 1998-99            |
| Hidehiko Shimizu  | Japón     | Julio 1999-03      |
| Hajime Ishii      | Japón     | Septiembre de 2003 |
| Zdenko Verdenik   | Eslovenia | Septiembre de 2003 |
| Satoshi Tsunami   | Japón     | 2005               |
| Joel Santana      | Brasil    | 2006               |
| Tatsuya Mochizuki | Japón     | 2007               |
| Makoto Teguramori | Japón     | 2008-13            |
| Graham Arnold     | Australia | Noviembre de 2013  |
| Susumu Watanabe   | Japón     | Abril 2014-        |

## Partidarios y rivales
Como ocurre con la mayoría de los clubes de fútbol, los fanáticos de Sendai pueden escuchar canciones y bailes durante los partidos. Sin embargo, la mayoría de las canciones utilizadas por los fanáticos de otros clubes se evitan debido al conjunto más ecléctico. Los temas del club que se cantan antes de cada juego son Take Me Home, Country Roads y durante el juego. Toy Dolls, Blitzkrieg Bop y otras canciones de KISS y Twisted Sister. Twisted se hizo popular en todo el mundo después del Gran Terremoto del Este de Japón.
Además, dado que es la ciudad natal de Hirohiko Araki, el escritor de "JoJo's Bizarre Adventure", puedes ver banderas con ese motivo.

#### Derbi de Michinoku
El derbi de Michinoku toma su nombre de la antigua provincia de Mutsu o Michinoku (陸奥), actualmente corresponde a gran parte de la provincia de Tohoku, que también es conocida como Michinoku en la actualidad, este derbi enfrenta a los clubes más importantes de la región, Montedio Yamagata y Vegalta Sendai.

#### Derbi de Tohoku
Este es el derbi que juegan los equipos de la región de Tohoku, actualmente el partido más importante es el de Vegalta Sendai y Montedio Yamagata. 
Otros equipos evaluados para este clásico son Blaublitz Akita, Iwate Grulla Morioka, Iwaki FC.

## Mascota y porristas

### Mascota
- VEGATTA (Hermano)
  - Ha ganado "la elección general de la mascota de la J League" muchas veces y es bastante popular.
  - El águila, que también se utiliza en el escudo del club como símbolo de victoria en la mitología griega, está asociada a la constelación de Aquila, a la que pertenece Hikoboshi (Altair), que es el origen del nombre del club. El nombre fue decidido por presentación pública. El SNS de Vegatta (BLOG, Twitter, Visión general en YouTube.), que se actualiza diariamente, es amado y popular entre los fanáticos del fútbol porque le encantan las travesuras y es difícil creer que es una mascota.
- LTAANA (Hermana)
  - From the Sendai summer tradition "Sendai Tanabata", which is the origin of the team name, "Luta" for Vega (Orihime) and Altair (Hikoboshi), and "Tana" for Tanabata , It was named as a girlish name by combining "na" of August 7, which is the date of the event and the birthday. Sometimes she tweets with [#ルターナ] on Sendai's official Twitter.[2]

### Porristas
- The Vegalta Cheerleaders mainly support "Vegalta Sendai", participate in many events, and continue to work as a cheering group for people who are doing their best in the area. She has the longest history as a cheerleader for a professional sports team in Sendai, and has been active since 2003.

## Partido legendario
"J Chronicle Best" es un proyecto para seleccionar "Best Eleven", "Best Goal" y "Best Game" de la J League en los últimos 20 años.Un proyecto realizado en 2013 para conmemorar el 20 aniversario de la Liga de Fútbol Profesional de Japón. Los dos juegos mencionados a menudo se presentan como un juego legendario en cada medio. ① y ② fueron seleccionados como "ese juego que quiero volver a ver" en el canal oficial de YouTube de la J League, y 2 también fue seleccionado como "10 mejores partidos" por J Chronicle Best.
"J30 BEST AWARDS" es un proyecto para seleccionar el "MVP", "Best Eleven", "Best Goal", "Best Game", "Best Scene" de la J League en los últimos 30 años. Este es un proyecto que fue implementado en 2023. ② fue seleccionado como el mejor partido de la J-League durante 30 años. 
Incluso en "Soccer Digest" (famosos medios de fútbol de Japón), los dos fueron seleccionados como "los 3 mejores partidos seleccionados de la J.League" por el reportero a cargo de Sendai. Yoshiaki Ota de Sendai, quien anotó el gol del empate contra Kawasaki, dijo: "Creo que fue un gol en el que todos trabajaron juntos, incluidos los pensamientos de mis compañeros de equipo".
*The notation of the match card and the stadium where the match was held is at the time of the match.
|   | Juego                                                                      | Fecha/Estadio                                 | Visión general | Película                                                                                              | Coincidencia de datos |
| - | -------------------------------------------------------------------------- | --------------------------------------------- | --- | --- | --------------------- |
| ① | 2001 J League Division 2 Round 44 Kyoto Purple Sanga FC 0-1 Vegalta Sendai | 18 de noviembre de 2001 Estadio Nishikyogoku  | El tan esperado primer partido de promoción de J1. Competencia cabeza a cabeza entre el líder Kyoto y el 3er lugar Sendai en la ronda final. Se decide el primer ascenso a J1 como club en la región de Tohoku.                      | Visión general en YouTube.                                                                            | Official record       |
| ② | 2011 J League Division 1 Round 7 Kawasaki Frontale 1-2 Vegalta Sendai      | 23 de abril de 2011 Estadio Todoroki Kawasaki | El primer partido tras la suspensión del partido liguero por el Gran Terremoto del Este de Japón. Sendai, que sufrió graves daños en el propio club, remontó para ganar. Logró la primera victoria del club con el Estadio Todoroki. | Un juego que quiero volver a ver en YouTube. J Chronicle Best en YouTube. J30 BEST AWARDS en YouTube. | Official record       |

## Palmarés

### Premios de equipo
- Tohoku Football League Division 1
  - Victoria (1): 1994 (as Brummell Sendai)
- Regional League Promotion Series
  - Victoria (1): 1994 (as Brummell Sendai)

- J.League Division 1
  - Subcampeón (1): 2012
  - 4.º (1): 2011
- J.League Division 2
  - Victoria (1): 2009
  - Subcampeón (1): 2001
- Copa J. League
  - Semifinalista (1): 2017
- Copa del Emperador
  - Subcampeón (1): 2018
  - Semifinalista (1): 2009
- Premio al juego limpio
  - J1: 2013, 2014, 2017, 2018
  - J2: 2008, 2009
- Premio al mejor estado del césped del estadio
  - Estadio de Sendai: 2016

### Premios individuales
- El mejor once de la J. League
  -  Wilson: 2012
- Premio individual al juego limpio
  -  Yuichi Nemoto: 2003
  -  Ryang Yong-gi: 2011
- MVP mensual de la J.League
  -  Shingo Akamine: 2014 (May)
  -  Simão Mate: 2019 (June)
  -  Ryoma Kida: 2022 (May)
- Directora del mes
  -  Susumu Watanabe: 2019 (June)
  -  Masato Harasaki: 2022 (May)
- Mejor gol del mes
  -  Ryang Yong-gi: 2015
  -  Crislan: 2017
- Premio de la Copa de la J.League
  -  Takuma Nishimura: 2017
- TAG Heuer YOUNG GUNS Award
  -  Takuma Nishimura: 2017
  -  Ko Itakura: 2018
- Máximo goleador de la Copa J.League

ACL

  -  Crislan: 2017
- Máximo goleador de la liga J2
  -  Marcos: 2001
  -  Borges: 2006

## Liga de Campeones de la AFC
Sendai también participó en la ACL por primera vez en 2013.
Fue un torneo con muchos desafíos además de los partidos, como los viajes de larga distancia, el horario abarrotado con la J League y el clima local, pero no perdieron en el frío extremo de Nanjing y el calor intenso de Tailandia, y el partido final. fue un empate o mejor en la clasificación.
Era un buen punto para dejar abierta la posibilidad de abrirse paso.
| Season | Competition                      | Round   | Club           | Home | Away | Partido              | Partido              | Aggregate |
| ------ | -------------------------------- | ------- | -------------- | ---- | ---- | -------------------- | -------------------- | --------- |
| 2013   | Liga de Campeones de la AFC 2013 | Group E | Buriram United | 1–1  | 1–1  | película en YouTube. | película en YouTube. | 4th       |
| 2013   | Liga de Campeones de la AFC 2013 | Group E | Jiangsu Sainty | 1–2  | 0–0  | película en YouTube. | película en YouTube. | 4th       |
| 2013   | Liga de Campeones de la AFC 2013 | Group E | FC Seoul       | 1–0  | 2–1  | película en YouTube. | película en YouTube. | 4th       |

## Casa Vegalta
El "Proyecto de revitalización de la casa vacía de Shichikashuku: hagamos una casa Vegalta" comenzará en julio de 2021 con el apoyo de 143 personas de micromecenazgo y un total de 78 trabajadores locales.
Es una actividad de colaboración social que está en línea con el Objetivo 11 “Desarrollo urbano sostenible” y el Objetivo 17 “Alianzas para alcanzar las metas” de las Directrices Básicas de los ODS.
En el "Premio Sharen! de la J League 2022", ha recibido una gran respuesta, como ganar el 1.er lugar en la votación general (Número de Twitter RT), Alojamiento disponible previa solicitud.
Este premio es un lugar para compartir y celebrar las actividades de los clubes de la J.League y expresar nuestra gratitud a muchas personas. 
Puedes ver la información más reciente en el blog de VEGATTA y Visión general en YouTube.